# Ethelum liberiensis
Ethelum liberiensis là một loài chân đều trong họ Eubelidae. Loài này được Richardson miêu tả khoa học năm 1907.